# 埃里克·莫兰德
埃里克·安德鲁·莫兰德（英語：Eric Andrew Moreland，1991年12月24日—）為美国男子篮球运动员，現效力于中国男子篮球职业联赛广东宏远。
在2014年NBA選秀中落选后，莫兰德参加2014年NBA夏季联赛並為沙加緬度國王效力。  2014年7月30日，他与国王队正式签约并被國王隊下放至NBA发展联盟雷諾大角羊效力。
2019年11月11日，中国男子篮球职业联赛山西汾酒註冊莫兰德替換马尔科姆·托马斯。2020年12月2日，山西汾酒完成註冊莫兰德。2021年12月13日，辽宁沈阳三生完成註冊莫兰德。2022年9月12日，辽宁沈阳三生宣布莫兰德因家庭因素缺席2022-23賽季第一階段。12月6日，辽宁沈阳三生取消莫兰德的優先續約權。2023年1月12日，莫兰德表示將重返辽宁沈阳三生。2月27日，辽宁沈阳三生完成註冊莫兰德。2024年10月26日，莫兰德加盟广东宏远。

## 外部連結
- 埃里克·莫兰德在fiba.basketball（英语）
- 埃里克·莫兰德在NBA（英语）
- 埃里克·莫兰德在NBA G聯盟（英语）
- 埃里克·莫兰德在中国男子篮球职业联赛
- 埃里克·莫兰德在Basketball-Reference.com（NBA）（英语）
- 埃里克·莫兰德在Basketball-Reference.com（NBA G聯盟）（英语）
- 埃里克·莫兰德在Basketball-Reference.com（國際）（英语）
- 埃里克·莫兰德在Sports-Reference.com（NCAA）（英语）
- 埃里克·莫兰德在ESPN（NBA）（英语）
- 埃里克·莫兰德在Eurobasket.com（球員）（英语）
- 埃里克·莫兰德在Proballers（英语）
- 埃里克·莫兰德在RealGM（英语）
- 埃里克·莫兰德在中国篮球数据库
- 埃里克·莫兰德在Flashscore（英语）